# Pieterse Planetarium

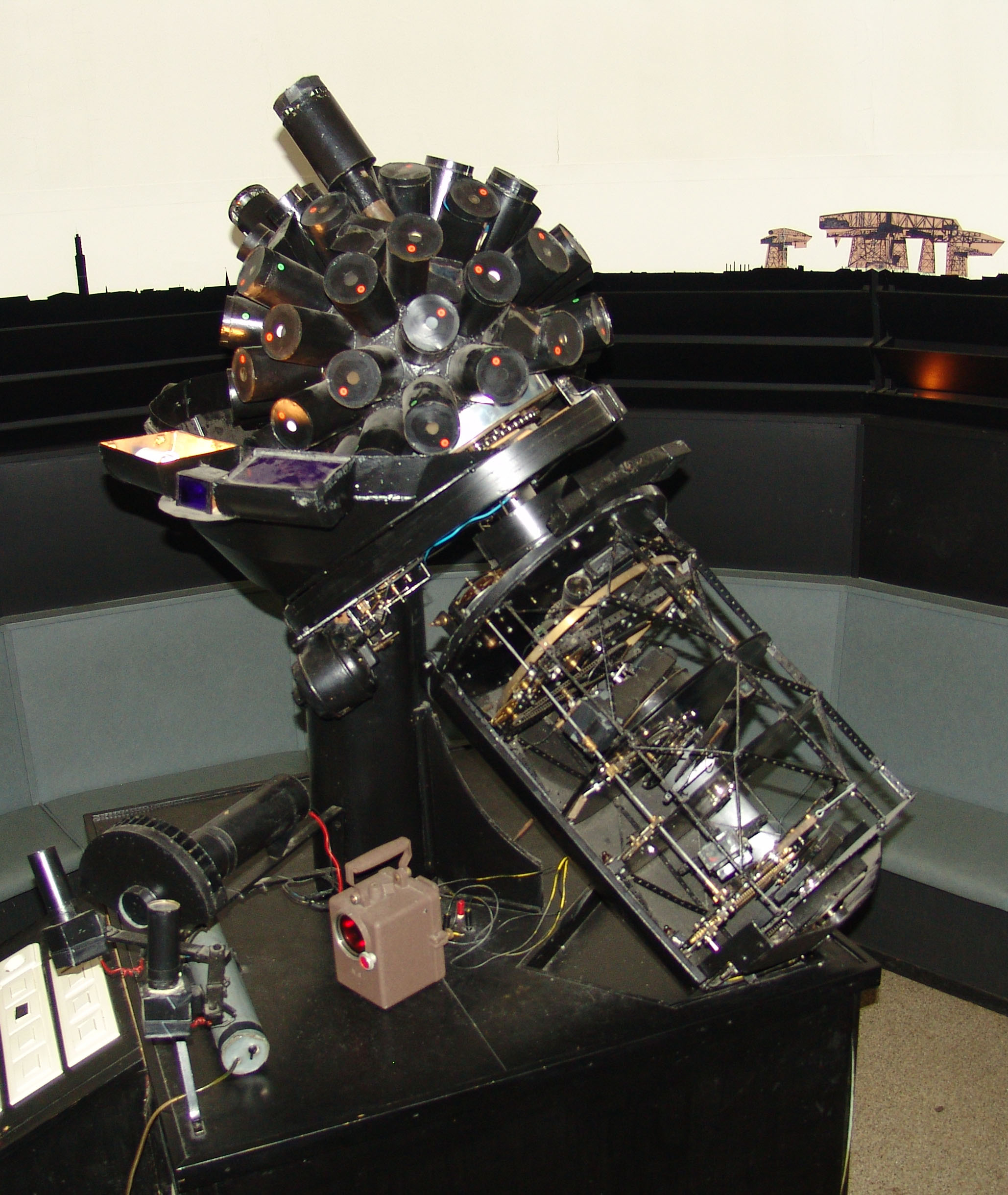
Het Pieterse Planetarium

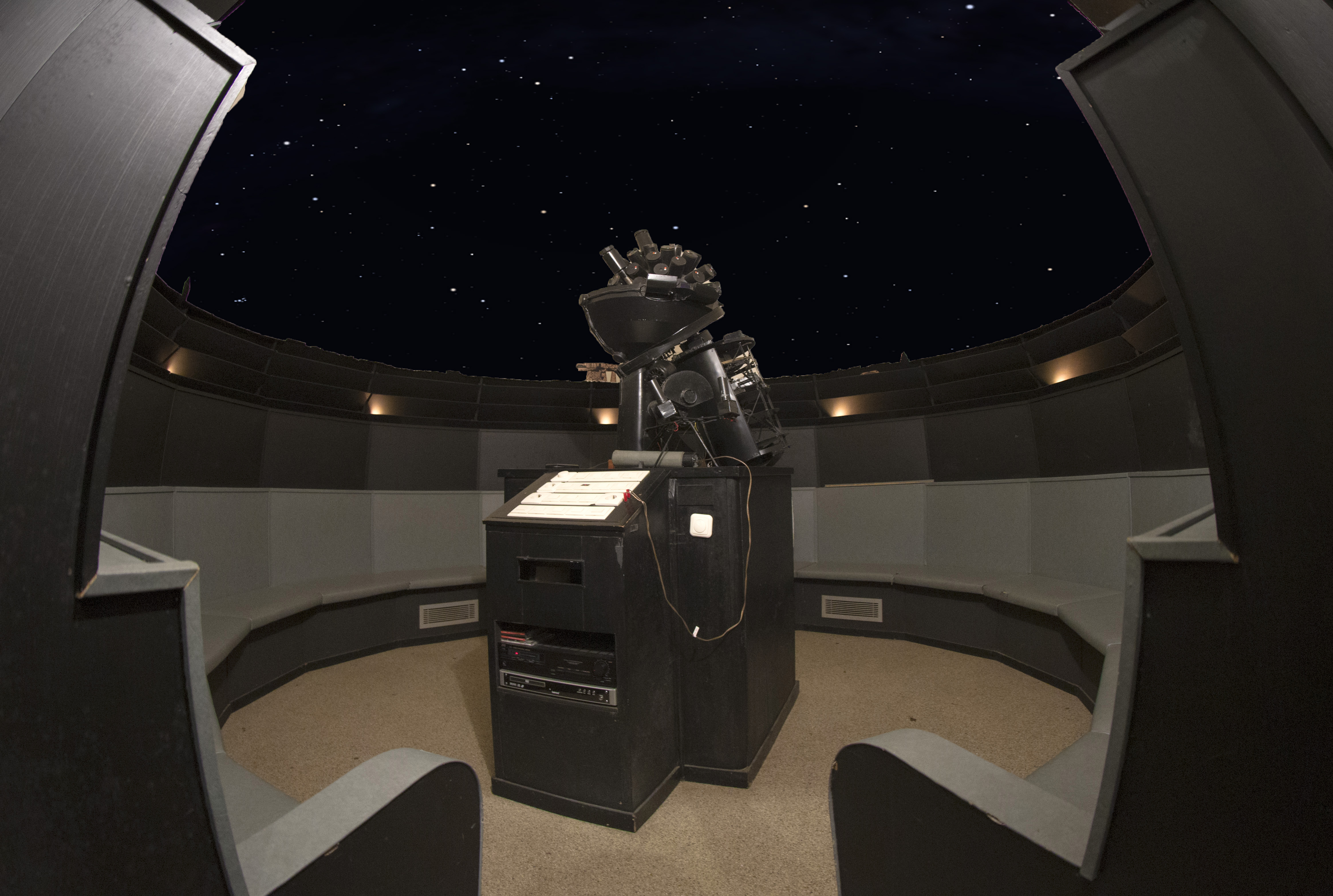
Het Historisch Pieterse Planetarium

Het Pieterse Planetarium van de Jan Paagman Sterrenwacht in Asten is een zogeheten mechanisch projectieplanetarium waarbij in het koepelgewelf ongeveer 5500 sterren kunnen worden geprojecteerd.
Een dag in het planetarium duurt 3 minuten. De zon, de maan en drie planeten (Mercurius, Venus en Mars) beschrijven banen, onderling en tussen de sterren.
Het planetarium heeft een diameter van 4,8 m. In totaal kunnen maximaal 30 mensen plaatsnemen.

## Geschiedenis
Gerard Pieterse bouwde tussen 1935 en 1940 zelf een planetarium, met als voorbeeld het Zeiss planetarium in den Haag.
Met recyclebaar materiaal van thuis en uit de haven van Haarlem, gecombineerd met meccano-speelgoedonderdelen, ontwierp en bouwde hij als leerling aan de M.T.S. te Haarlem bij zijn ouders op zolder in twee jaar een eerste versie,  voltooid in juni 1938 toen hij 20 jaar was. Op zijn vroegere school, het R.K. Lyceum aldaar (het latere Triniteitscollege) kon hij in 1938-40 een grotere en betere versie bouwen.
In de Tweede Wereldoorlog werd het planetarium deels gedemonteerd.
In 1958 verhuisde het naar het Zeeuwse Vlissingen, waar het in de jaren 70 in onbruik raakte.
In 1982 kreeg Museum Klok & Peel het planetarium in langdurige bruikleen van de familie Pieterse.
Het apparaat werd drastisch gerestaureerd en in 1989 vond de officiële opening plaats op locatie en onder beheer van de Jan Paagman Sterrenwacht.